# Robyn Ah Mow-Santos
Robyn Mokihana Ah Mow-Santos (Honolulu, 15 de setembro de 1975) é uma ex-jogadora de voleibol dos Estados Unidos que competiu nos Jogos Olímpicos de 2000, 2004 e 2008.
Mow-Santos fez a sua primeira aparição em Olimpíadas nos jogos de 2000, participando de oito jogos e terminando na quarta posição com o time americano na competição olímpica. Em 2004, ela jogou em seis confrontos e finalizou na quinta colocação com o conjunto americano no campeonato olímpico. Quatro anos depois, ela fez parte da equipe americana que conquistou a medalha de prata no torneio olímpico de 2008, no qual atuou em oito partidas.

## Premiações Individuais
- Melhor Levantadora da Copa Pan-Americana de 2006